# ガンスモーク
『ガンスモーク』（GUN.SMOKE）は、カプコンが1985年11月に発売したアーケードゲームで、強制縦スクロールのシューティングゲーム。
アメリカの西部劇をテーマとしており、二丁拳銃の保安官ビリーがお尋ね者を退治する筋書きとなっている。

## ゲーム内容

### システム
8方向レバーと3ボタン（ショット）で主人公（自機）のビリーを操作し、ショットは3つのボタンの組み合わせで向きが変わる。

各ステージの最終地点まで進むとボスが登場し、倒すとステージクリア。

全10ステージ制で、全ステージクリアでエンディングを見るか、ビリーの残機が無くなるとゲームオーバー。
樽をショットで破壊することによりアイテムが出現し、取るとビリーに有利な効果が得られる。

ただし、後半の面ではマイナス効果となるアイテムも登場する。

### ショット
ボタンの組み合わせで、二丁拳銃の攻撃方向が異なる。以下では右ボタン（R）、左ボタン（L）、中央ボタン（C）で表記する。
C
二丁とも正面を攻撃。
C+L
正面と左斜め前を攻撃。斜めの角度は浅い。
C+R
正面と右斜め前を攻撃。斜めの角度は浅い。
L
二丁とも左斜め前を攻撃。
R
二丁とも右斜め前を攻撃。
L+R
左斜め前と右斜め前を攻撃

### アイテム
ビリーのパワーアップアイテム（靴・弾丸・ライフル）が既に5個取得した状態でアイテムを取っても画面上は5個のままで効果は変わらないが、その取得数はカウントされており、ミスしてアイテムが1個減少してもその際1個補充されるという効果がある。
靴
ビリーの移動速度が上がる。最大5段階。ミスすると1段階低下。
弾丸
ビリーのショットの速度が上がる。最大5段階。ミスすると1段階低下。
ライフル
ビリーのショットの飛距離が伸びる。最大5段階。ミスすると1段階低下。
馬
背後から馬が登場し、馬に乗ることが出来る。この状態だと敵の弾に3発耐えられる。
ただし、ステージクリアでも消滅するため、2発以内で耐えきっても次のステージには持ち越せない。
Pow
画面上の敵を全滅させる。
弥七
ビリーの残り人数が1人追加される。
しゃれこうべ
ビリーの移動速度・ショットの速度・飛距離がそれぞれ1段階ずつ低下する。唯一のマイナス効果アイテム。
その他、ボーナス得点が得られるアイテムも存在する。

## 他機種版
| No. | 発売日                                     | 対応機種                                         | タイトル                                                                      | 開発元             | 発売元   | メディア                        | 型式                                  | 売上本数 | 備考                                                      |
| --- | ------------------------------------------ | ------------------------------------------------ | ----------------------------------------------------------------------------- | ------------------ | -------- | ------------------------------- | ------------------------------------- | -------- | --------------------------------------------------------- |
| 1   | 1987年                                     | Amstrad CPC コモドール64 MSX ZX Spectrum         | Gun.Smoke                                                                     | Topo Soft          | カプコン | フロッピーディスク              | -                                     | -        | 北米ではコモドール64版のみ発売                            |
| 2   | 1988年1月27日 1988年2月 1988年12月23日     | ディスクシステム NES                             | ガンスモーク                                                                  | カプコン第三開発室 | カプコン | ディスクカード両面 ロムカセット | CAP-GUN NES-GK-USA NES-GK-EEC         | -        | -                                                         |
| 3   | 1998年11月12日 1999年9月3日                | PlayStation セガサターン                         | カプコンジェネレーション 第4集 孤高の英雄 Capcom Generations 4 - Blazing Guns | カプコン           | カプコン | CD-ROM                          | PS: SLPS-01701 SLES-31881 SS:T-1235G  | -        | アーケード版の移植、ヨーロッパではPlayStation版のみの発売 |
| 4   | 2003年                                     | Windows                                          | Capcom Arcade Hits 3                                                          | カプコン           | カプコン | CD-ROM                          | -                                     | -        | アーケード版の移植                                        |
| 5   | 2005年9月27日 2005年11月18日 2006年3月2日  | PlayStation 2 Xbox                               | カプコン クラシックス コレクション                                            | カプコン           | カプコン | DVD-ROM                         | PS2: SLUS-21316 SLES-53661 SLPM-66317 | -        | アーケード版の移植、日本ではPlayStation 2版のみの発売     |
| 6   | 2006年9月7日 2006年10月24日 2006年11月10日 | PlayStation Portable                             | カプコン クラシックス コレクション                                            | カプコン           | カプコン | UMD                             | ULJM-05104 ULES-00377                 | -        | アーケード版の移植                                        |
| 7   | 2009年9月30日                              | PlayStation Portable (PSN)                       | Capcom Classics Collection Reloaded                                           | カプコン           | カプコン | ダウンロード                    | -                                     | -        | アーケード版の移植                                        |
| 8   | 2013年2月19日 2013年2月20日 2013年3月4日   | PlayStation 3 (PSN)                              | カプコンアーケードキャビネット                                                | カプコン           | カプコン | ダウンロード                    | NPJB-00210                            | -        | アーケード版の移植                                        |
| 9   | 2013年2月20日 2013年3月5日                 | Xbox 360 (Xbox Live Arcade)                      | カプコンアーケードキャビネット                                                | カプコン           | カプコン | ダウンロード                    | -                                     | -        | アーケード版の移植                                        |
| 10  | 2022年7月22日                              | Nintendo Switch PlayStation 4 Xbox One PC(Steam) | カプコンアーケード2ndスタジアム Capcom Arcade 2nd Stadium                     | カプコン           | カプコン | ダウンロード                    | -                                     | -        | アーケード版の移植                                        |

ファミリーコンピュータ ディスクシステム版
- ボタンが2つしかないため、Bボタンで左方向、Aボタンで右方向、AB同時押しで正面に弾を発射するように変更されている。また、ステージ途中で手配書を手に入れないとボスに会えない、アイテムを買えるショップが登場するなどゲーム性にも大幅なアレンジが加えられており、難易度はアーケード版に比べるとやや下がっている。アーケード版同様、残機が無くなるとゲームオーバーとなるが、コマンドを入力すればコンティニューも可能。

PlayStation、セガサターン版
- 1998年11月12日発売の『カプコンジェネレーション 第4集 孤高の英雄』に収録。

PlayStation 2、PlayStation Portable版
- PS2版は2006年3月2日、PSP版は2006年9月7日発売の『カプコン クラシックス コレクション』に収録。

カプコンアーケード 2ndスタジアム版
マルチプラットフォームソフトであり、 Nintendo Switch・PlayStation 4・Xbox One・PC(Steam)4機種へ同時リリース。内容は全機種同じ。
ほぼアーケード版を完全移植しているが、日本におけるリリース版ではゲーム内の表示を含め、タイトルロゴが全てカタカナ表記に改められた。

## スタッフ
アーケード版
- ゲームデザイン：岡本吉起
- プログラム：青木隆
- グラフィックデザイン：岡本吉起、船水紀孝、倉本幸代
- 音楽：森安也子

ファミリーコンピュータ版
- ゲーム・デザイン：DEATCH YAN、WATCH KUN、岡本吉起
- キャラクター・デザイン：UECHON（うえだすすむ）、NONNONON（ののむらなおえ）、MIKICHAN（城戸美樹）、MAKOPI、KAWAMUCHO、BLACKSAKACHAN、KURAMOYAN（倉本幸代）、JASDARIAN
- サウンド：SWIMMER TAMICHAN（民谷淳子）
- プログラム：L.H.R

## 評価
ファミリーコンピュータ版
- ゲーム誌『ファミコン通信』のクロスレビューでは合計26点（満40点）となっている[2]。

- ゲーム誌『ファミリーコンピュータMagazine』の読者投票による「ゲーム通信簿」での評価は以下の通りとなっており、16.10点（満25点）となっている[5]。

| 項目 | キャラクタ | 音楽 | 操作性 | 熱中度 | お買得度 | オリジナリティ | 総合  |
| 得点 | 3.20       | 3.20 | 3.30   | 3.40   | -        | 3.00           | 16.10 |

- ゲーム誌『ユーゲー』では、「ステージの最後にボスがいるのではなく、ステージ上のタルの中などに指名手配書が隠されていて、それを取るとボスが出現するのがユニーク」、「難易度はアーケードより低くて遊びやすい。しっかり遊ばせてくれるアレンジ移植の好例といえるだろう」と評している[7]。

## 備考
- 同名の西部劇のテレビドラマ『ガンスモーク』（1955年 - 1975年）がアメリカにて放映されていた。ドラマは直接的なゲームのモデルではない。
- 最終ボスの三人組は、漫画『荒野の少年イサム』（1971年 - 1974年）のウィンゲート一味がモチーフ。
- 『NAMCO x CAPCOM』（2005年）において、シルフィーの通常技としてこの作品の名前の技が存在する。